# 静岡県道20号熱海箱根峠線
静岡県道20号熱海箱根峠線（しずおかけんどう20ごう あたみはこねとうげせん）は、静岡県熱海市から田方郡函南町に至る県道（主要地方道）である。

## 概要
伊豆半島北東部に位置する、熱海と箱根という著名な観光地を結ぶ路線であり、伊豆スカイラインへ接続もするため、観光目的での通行が多い。箱根火山の外輪山から、南へ続く湯河原火山が浸食されてできた山稜に沿った路線である上、沿線には樹木が少なくササが多いため展望がきく箇所もある。本道の南端部には観光スポットの十国峠（日金山）があり、十国峠ケーブルカーで登って360度の眺望を楽しむことができる。
箱根ターンパイク交点付近で、神奈川県足柄下郡湯河原町に短区間越境するが、神奈川県道としての指定はない（ただし神奈川県道20号は欠番）。

### 路線データ
- 陸上距離：18.0 km
- 起点： 熱海市中央町（中央町交差点、国道135号交点）
- 終点： 田方郡函南町桑原（箱根峠交差点、国道1号交点）

## 歴史
- 1932年（昭和7年）7月15日 - 駿豆鉄道株式会社の箱根峠 - 熱海峠間十国自動車専用道が完成。
- 1936年（昭和11年）11月25日 - 十国自動車専用道の舗装が完成。
- 1960年（昭和35年）4月1日 - 静岡県が当路線の路線認定を行う。
- 1964年（昭和39年）12月15日 - 伊豆箱根鉄道の箱根峠 - 十国峠 - 熱海峠間自動車道（十国線）を静岡県が買収、静岡県道として供用を開始。
- 1993年（平成5年）5月11日 - 建設省から、県道熱海箱根峠線が熱海箱根峠線として主要地方道に指定される[2]。

## 路線状況

### 別名
- 十国スカイライン
- 十国ドライブウェー

### 重複区間
- 静岡県道11号熱海函南線（熱海市中央町 - 熱海市福道町、0.8 km）
- 静岡県道11号熱海函南線（熱海市熱海字笹尻・笹尻交差点 - 田方郡函南町桑原、2.8 km）

## 地理

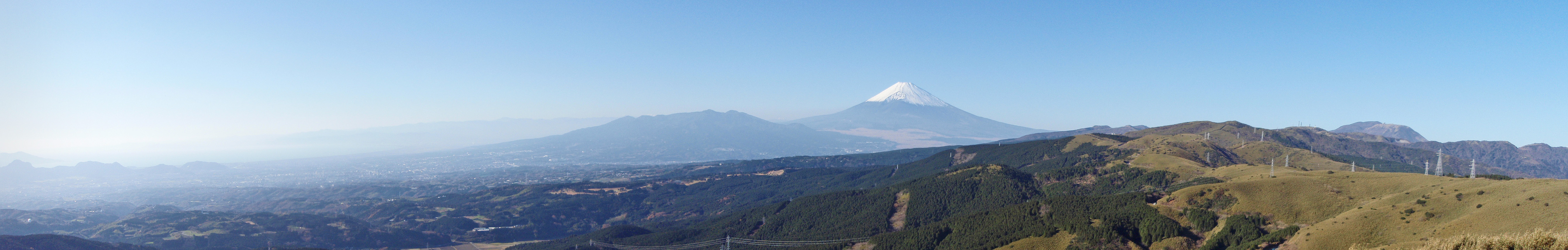
十国峠からの眺め。静岡県道20号熱海箱根峠線は写真右の山稜の左側（西側）を走る。
左から順に、沼津アルプスと駿河湾、愛鷹山と富士山、箱根山の中央火口丘。

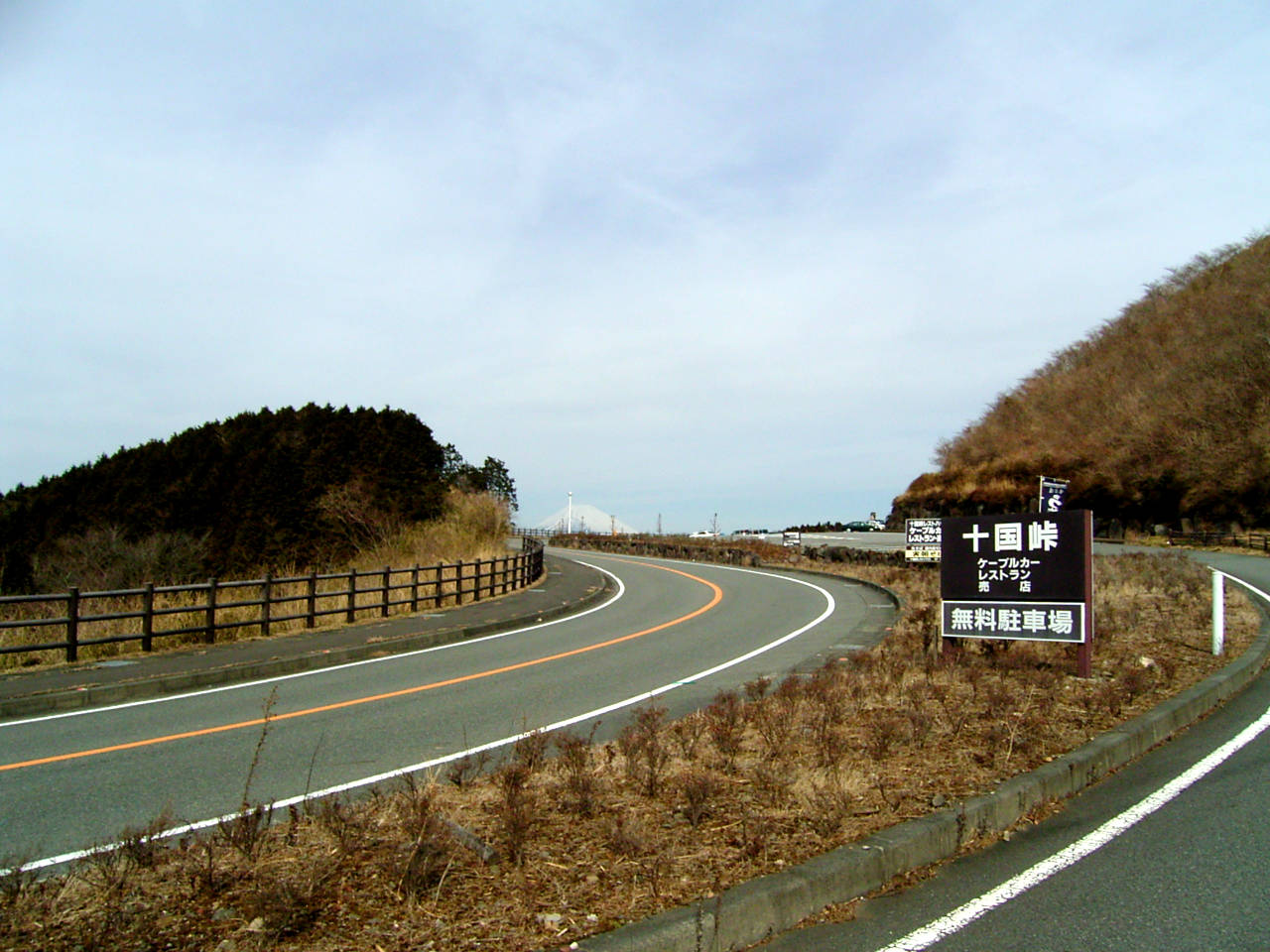
沿線からは富士山が見える箇所もある

### 通過する自治体
- 静岡県
  - 熱海市
- 神奈川県
  - 足柄下郡湯河原町
- 静岡県
  - 田方郡函南町

### 交差する道路
- 国道135号（熱海市中央町・中央町交差点、起点）
- 静岡県道11号熱海函南線（熱海市福道町・福道町交差点）
- 静岡県道11号熱海函南線（熱海市熱海字笹尻・笹尻交差点）
- 静岡県道11号熱海函南線（田方郡函南町桑原、2.8 km）
- 伊豆スカイライン（田方郡函南町桑原）
- 湯河原パークウェイ（田方郡函南町桑原）
- 箱根ターンパイク（神奈川県足柄下郡湯河原町宮上）
- 国道1号（田方郡函南町桑原・箱根峠交差点、終点）